# 이호성 (축구인)
이호성(1974년 11월 12일 ~ )은 대한민국의 전 축구 선수이다. 현역 시절 포지션은 공격수였다.